# Кирли дервент
Кирли дервент (на гръцки: Κιρλί Ντερβέν, на турски: Kirli Dervent, в превод Мръсен проход) е проход в Леринско, Егейска Македония, Северна Гърция.

## Описание
Проходът е разположен на 760 m между ридовете Кара Дуру (1009 m), част от Вич на запад и планината Мала Нидже (Стърно бърдо, 857 m), част от Нидже (Ворас) на изток. В прохода е село Церово, което в 1926 година е прекръстено на Клиди, тоест Ключ. Проходът е важна комуникационна артерия, която свързва равнината Пелагония на север с равнината Саръгьол на юг и през него минава първокласен път и железопътна линия. Проходът е лъкатушещ, широк 100-300 m със стръмни, скалисти и голи страни, високи до 1000 m.

## История
През годините проходът е поле на многобройни сражения. В 358 година в Битката в долината на Еригон, веднага западно от Кирли дервент Филип II Македонски нанася решително поражение на дарданите. На 19 октомври 1912 година по време на Балканската война проходът е овладян при съвместна акция на гръцката армия и Костурската съединена чета на Васил Чекаларов. На 19 август 1916 година през Първата световна война по време на Чеганската операция Осма пехотна тунджанска дивизия овладява прохода след тежки боеве със съглашенските части. По време на Втората световна война проходът е овладян след тежко сражение от 1-ва СС дивизия Лайбщандарт СС Адолф Хитлер.